# 4.9×4.9
《4.9×4.9》是白骁创作的漫画作品，获得了OACC第6届金龙奖最佳少年漫画奖。2008年7月起于《漫友·少年S》上连载，2010年1月起改为于《科幻画报·漫画SHOW》连载，并由原来的黑白绘制转变为全彩色绘制。该作第一部单行本全3卷已于2010年6月出版发售，第二部单行本更改副标题后，以《4.9×4.9-new battle-》为名于2011年8月发售。

## 故事簡介

### 第一部
吴争是伞兼科高中的一名普通学生，生性懦弱、胆小、怕事，这样的他偏偏喜欢上了学校的头号美女温雅。围绕在温雅身边有很多奇怪的传闻，比如“全校最不想和她交往的女生No.1”、“冰山女魔头”等等。一次偶然的意外，温雅以纯熟的拳击格斗技救下了被不良少年敲诈勒索的吴争，此举令吴争大感不解之余，也勾起了不良少年老大郭菲对二人的注意。

原来，郭菲竟是2年前市青少年拳击轻量级比赛的亚军，但是已经迷失自我的他为了从温雅熟悉的眼神中找回自己遗失的东西，同意以温雅为筹码，与吴争约定于一个月后在拳击台上堂堂正正地一决高下。

以此为契机，对拳击完全一窍不通的吴争，开始了迈向拳击大门的第一步……

### 第二部
副标题：遗失地图的旅程（杂志）、new battle（单行本）
正式成为拳馆一员的吴争迎来了前往“全国青少年拳击大赛”的挑战，本年度赛制要求以学校为单位，每学校派出三名选手组成团体参加比赛，人手严重不足的温雅等人只能通过在校内建立拳击社招募会员。此时，武打影视新星、截拳道高手黎昕突然转学至伞兼科高中，极其引人瞩目的各种表现，使他成为了拳击社目标拉拢的对象。而另一方面，学校内部开始了对拳击社建立和选手参赛的全面阻挠……

## 登場人物
- 吴争
- 温雅
- 卞小雪
- 爱伦坡
- 叶楠
- 郭菲
- 左宥安
- 刘海涛

## 各话标题

### 第一部
- 第一回合——她的眼神
- 第二回合——原来是“拳击”
- 第三回合——兔子论
- 第四回合——未来的赌注
- 第五回合——靠自己
- 第六回合——唯一的途径
- 第七回合——因材施教
- 第八回合——眼角的泪光
- 第九回合——开战
- 第十回合——温雅的战术
- 第十一回合——执着
- 第十二回合——郭菲那点事儿
- 第十三回合——以彼之道还之彼身
- 第十四回合——结束和开始

### new battle（第二部）
杂志连载副标题为“遗失地图的旅程”，单行本对此进行了重新修正。
- 第一回合——新規則太扯了
- 第二回合——三個目標
- 第三回合——偶像明星来了
- 第四回合——斗牛要不要
- 第五回合——1 VS 1.5

## 获奖情况
- 第5届金龙奖最佳少年漫画提名
- 第6届金龙奖最佳少年漫画（《4.9×4.9番外-叶楠的故事》）

## 单行本

### 第一部
- 全3卷，2010年6月发售，ISBN 978-7-5318-2525-8

### 第二部
- 第1-2卷，2011年8月发售，ISBN 978-7-5318-2030-7
- 第3-4卷，2011年12月发售，ISBN 978-7-5318-3247-8

## 外部連結
- 4.9×4.9的写真馆